# 위문열차
위문열차는 매주 토요일 20시에 KFN TV에서 방송했던 대한민국 음악 프로그램으로, 뮤직탱크와 마찬가지로 군부대를 방문해 공연을 하는 형태로 구성되었다. 라디오 방송은 1961년, TV 방송은 2002년에 시작했다.
원래는 금요일 20시 본방송이었으나, 코로나 19 여파로 6개월 방영 중단 후 7월에 다시 방영을 시작한 이후로는 토요일 20시 본방송으로 바뀌었는데 2024년 4월부터는 일요일 정오 본방송으로 다시 바꿨다. 
2024년 11월 토요일 20시 방송했다.